# Pirat (Bootsklasse)

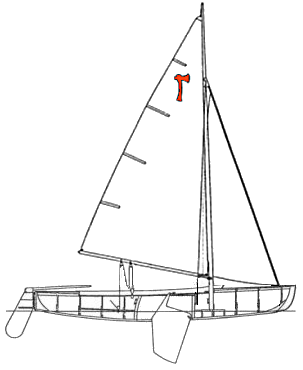
Seitenansicht eines Piraten mit dem Riss des Rumpfes

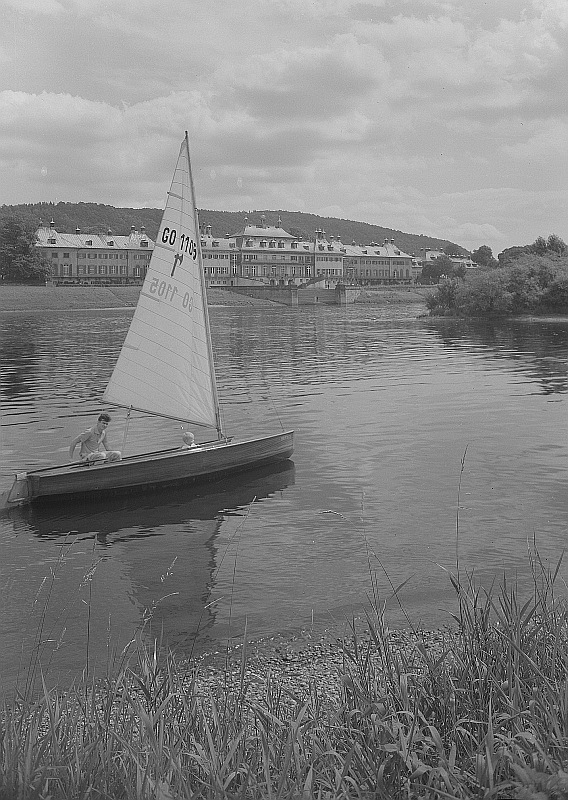
Pirat vor Schloss Pillnitz (ca. 1970)

Der Pirat, eine 5 m lange Knickspant-Jolle mit 10 m² Segelfläche, wurde im Jahre 1938 von dem deutschen Jollenkonstrukteur Carl Martens gezeichnet, der damit ein Preisausschreiben der Zeitschrift „Yacht“ gewann.
Ursprünglich hieß das Boot „10 m² Einheits Jugendjolle“. Der Name „Pirat“ wurde dann in Anlehnung an die amerikanische Gepflogenheit, lyrische Bootsnamen zu wählen, ebenfalls durch ein Preisausschreiben dieser Zeitschrift ermittelt.
In der Folgezeit wurde der Pirat zum meistgebauten Vollholzsegelboot Deutschlands. Seit den 1960er Jahren wird der Bootsrumpf auch aus Glasfaserverstärktem Kunststoff, in Sandwichbauweise oder aus Sperrholz gefertigt. Nach den Klassenvorschriften sind Boote aus aramid- und kohlenstofffaserverstärktem Kunststoff jedoch verboten.
Durch Neuerungen wie Spinnaker, Alu-Rigg und anderen technischen Finessen wurde das Überleben des Piraten als populäre Bootsklasse bis in die heutige Zeit gesichert. Es wurden bisher allein in Deutschland über 6.000 Boote gebaut.

## Bauweise bei Holzbooten
Die klassischen Piraten in Vollholzbauweise sind kraweelbeplankt. Die Plankenstöße sind innenbords meistens mit Nahtleisten abgedeckt. Die Spantenlage ist sehr eng (43 cm) und bewirkt, im Verbund mit den Bodenwrangen, die hohe Verwindungssteifigkeit des Bootsrumpfes. Diese Bauweise, in Einheit mit dem Knickspantprofil des Rumpfes, ist der Grund für die Robustheit und lange Lebensdauer der Holzpiraten.
Der Kiel des Pirats, der Vorsteven und das Vorstevenknie, die hinter dem Spiegel angebrachte achterstevenartige Verstärkung, die Spanten, Bodenwrangen und Kimmstringer, sowie die Schwertkastenwände sind aus Eichenholz gefertigt. Das Unterwasserschiff, die Seitenbeplankung, der Spiegel und das Deck bestehen üblicherweise aus Gabun-Holz (Mahagoni). Der Großmast und der Großbaum sind aus Fichtenholz hergestellt. Das Schwert und das vertikal schwenkbare Ruderblatt (Senkruder) bestehen aus Stahlblech oder Eschen-Sperrholz. Ist die Ruderanlage jedoch vollständig aus Holz verfertigt, ist das Ruderblatt i. A. nicht hochklappbar.

## Bauweise bei GFK-Piraten
Serienmäßig wird der Pirat heute ausschließlich in Kunststoffbauweise hergestellt. Der Rumpf wird überwiegend in Sandwichbauweise gefertigt und beim Deck gibt es Ausführungen in Holz oder GFK-Bauweise. Da so ein großer Gewichtsunterschied bei den einzelnen Booten zustande kommt, wird die Differenz zum Standardmaß durch Gewichte innerhalb des Bootsrumpfes ausgeglichen. Das Schwert wurde früher meistens aus Stahl gefertigt, um das Rosten zu verhindern gestrichen oder verzinkt. Heute wird rostfreier Stahl bevorzugt. Holz- oder Kunststoffschwerter sind gemäß Bauvorschrift nicht erlaubt (Regel 9.1 der Bauvorschriften).

## Die Besegelung
Der Pirat ist eine slupgetakelte Jolle. Die maximale Segelfläche am Wind, bestehend aus den Flächen des Groß- und Focksegels, beträgt nach Klassenvorschrift 10 m². Die Fläche des seit den 1960er Jahren zulässigen Spinnakers darf 10 m² ebenfalls nicht überschreiten. Der Einsatz von Genua oder Gennaker ist nach den Klassenvorschriften nicht zulässig. Nach den ursprünglichen Takelvorschriften für den Piraten war das Fahren eines so genannten „Ballonsegels“ möglich, einer größeren ballonförmigen Fock von 3,70 m² Segelfläche.
Die Segel können nach Klassenvorschrift aus natürlichen oder synthetischen Tuchen gefertigt sein. Normalerweise sind die Segel heutzutage aus Polyesterfasern hergestellt, hauptsächlich aus dem Material "Dacron". Kohlenstofffasern in den Segeln sind jedoch laut Klassenvorschrift verboten und dürfen nur als Verstärkung in den Fenstern des Segels eingesetzt werden.

## Segeln mit dem Piraten
Der Pirat ist eine Jugendjolle. Er wurde für das Segeln auf Binnenrevieren konstruiert, eignet sich aber auch hervorragend für das Regattasegeln in küstennahen Bereichen der Ostsee, des Mittelmeeres und des Atlantiks. Die Holzpiraten waren in der Vergangenheit beliebte Fahrtensegelboote. Moderne, aus Kunststoff gefertigte Rennpiraten werden heute fast ausschließlich als Regattaboote genutzt.

### Besatzung
Die Bootsbesatzung besteht aus zwei Personen, dem Steuermann und dem Vorschoter. Das Segeln im Trapez ist nach Klassenvorschrift nicht erlaubt. Bei frischeren Winden ist der Pirat für leichte Crews schwer aufrecht zu segeln und es bedarf eines guten Trimms, um die Jolle schnell und erfolgreich fahren zu können. Bei gutem Segeltrimm und optimaler Positionierung der Crew im Boot besitzen Rennpiraten auf Raumschotkursen ab 4 Bft. trotz der Knickspantbauweise gute Gleiteigenschaften.

### Wettfahrt und Regatta
Regatten werden mit dem Piraten gesegelt, solange es ihn gibt. Früher war er die einzige Klasse, in der deutsche Jugendmeisterschaften ausgerichtet wurden. Gegenwärtig verzeichnet die Klasse allein in Deutschland mehr als 380 Teilnehmer in der offiziellen Rangliste und ist damit in Deutschland eine der aktivsten Regattaklassen. Jährlich werden u. a. etwa 70 Ranglisten-Regatten (national und international) in Deutschland ausgetragen. International gibt es derzeit 216 Ranglistenregatten. Der Pirat wird vom Deutschen Segler-Verband als nationale Einheitsklasse und als Jugendklasse geführt.
Aktive Regattatätigkeit gibt es in Deutschland, Bulgarien, Dänemark, Österreich, Polen, Tschechien, der Schweiz, Ungarn, der Türkei und Chile. Mit dem Piraten werden in Deutschland jedes Jahr verschiedene Meisterschaften ausgesegelt. Es gibt in vielen Bundesländern eine Landesmeisterschaft und eine Landesjugendmeisterschaft (U19), bei der gleichzeitig der U17 Meister ermittelt wird. Im Verlauf einer Woche wird jährlich bei der IDM (Internationale Deutsche Meisterschaft) der Deutsche Meister ermittelt und bei der IDJM (Internationale Deutsche Jugendmeisterschaft) der Jugend- und U17 Meistertitel vergeben. In den letzten Jahren erfuhr der Pirat, besonders als Jugendboot, starke Konkurrenz durch die moderneren Jollenklassen wie 420er und 29er.
Seit 2004 gibt es eine Klassikerregatta nur für die alten Pirat Segeljollen aus Holz – das „Festival der Holzpiraten“. Diese Nicht-Ranglistenregatta ist ein privat organisiertes, alljährliches Treffen für die alten Vertreter dieser Bootsklasse.
Der erfolgreichste deutsche Piratensegler ist als zwanzigfacher Deutscher Meister, dreifacher Europameister und einfacher Weltmeister der Hamburger Frank Schönfeldt, der durch seine Erfolge auch außerhalb der Klasse bekannt wurde.

## Segelzeichen
Das Segelzeichen des Pirats ist ein rotes Beil, auch „Hackebeil“ genannt, dessen geschwungener Stiel nach unten und dessen Klinge zum Vorliek weist. Das heutige Klassezeichen entstand aus früheren verzierteren Formen mit geradem Stiel.

## Galerie

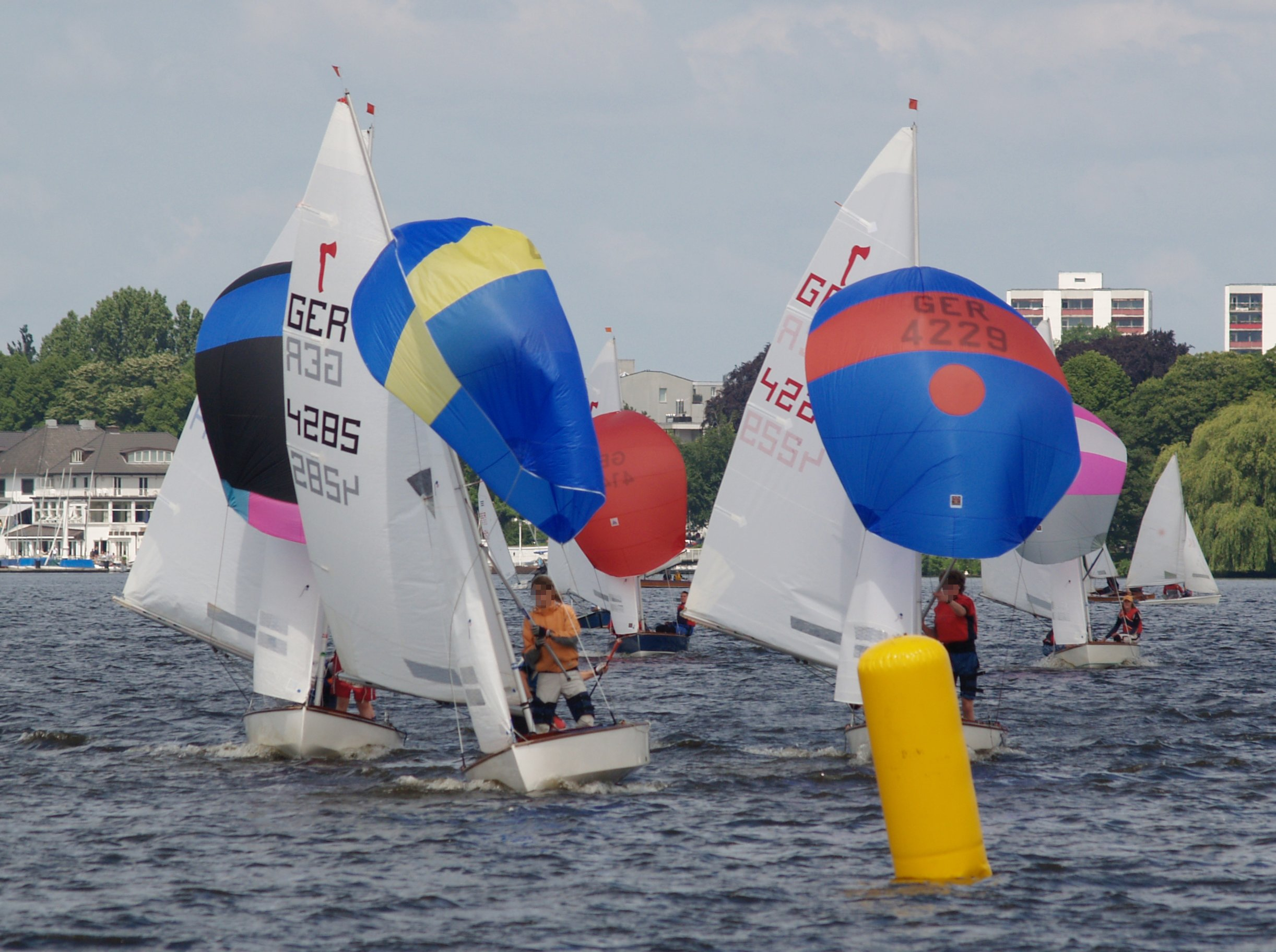
Piraten bei einer Wettfahrt an der Leetonne unter Spinnaker
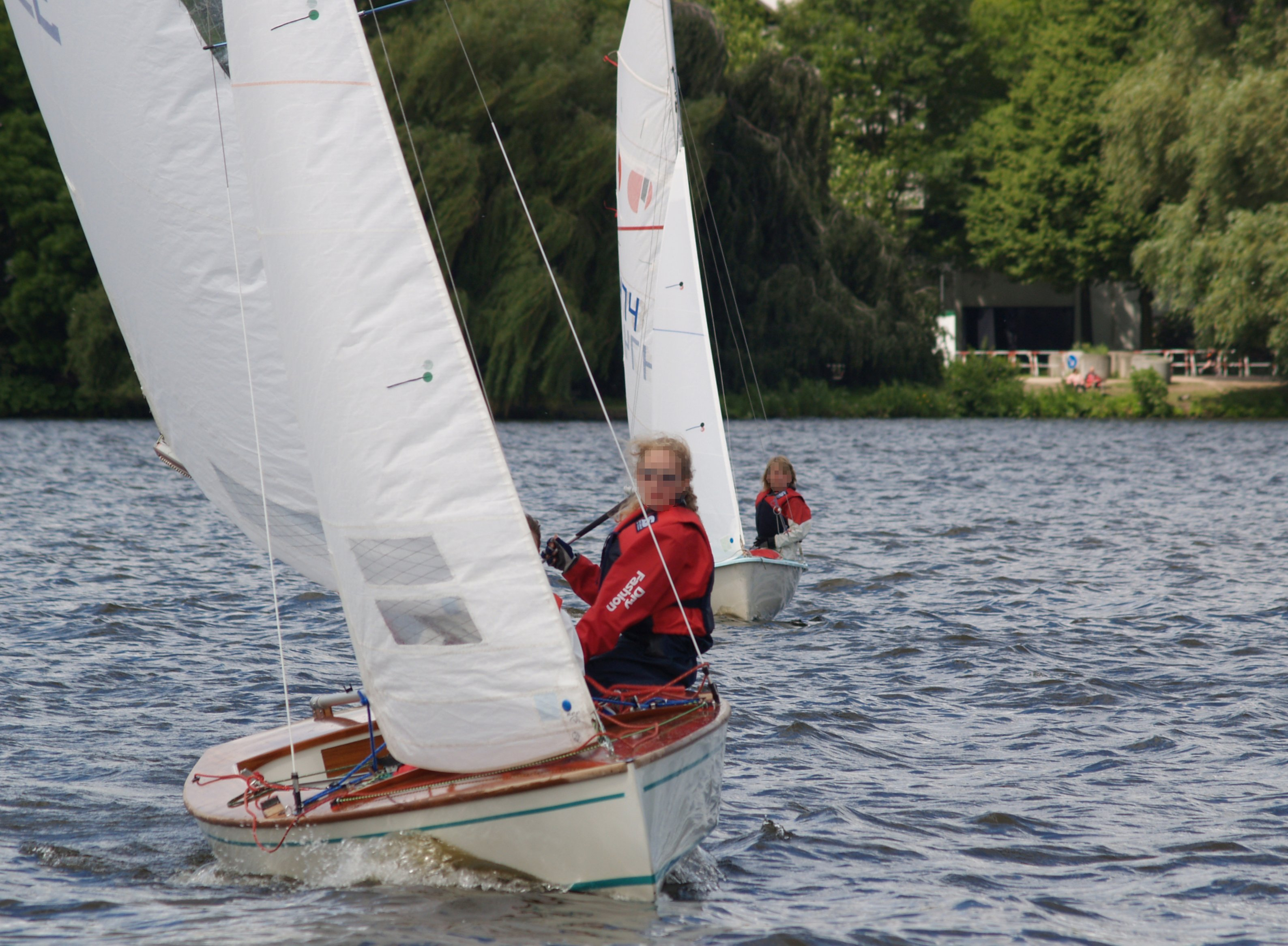
Pirat auf Amwindkurs
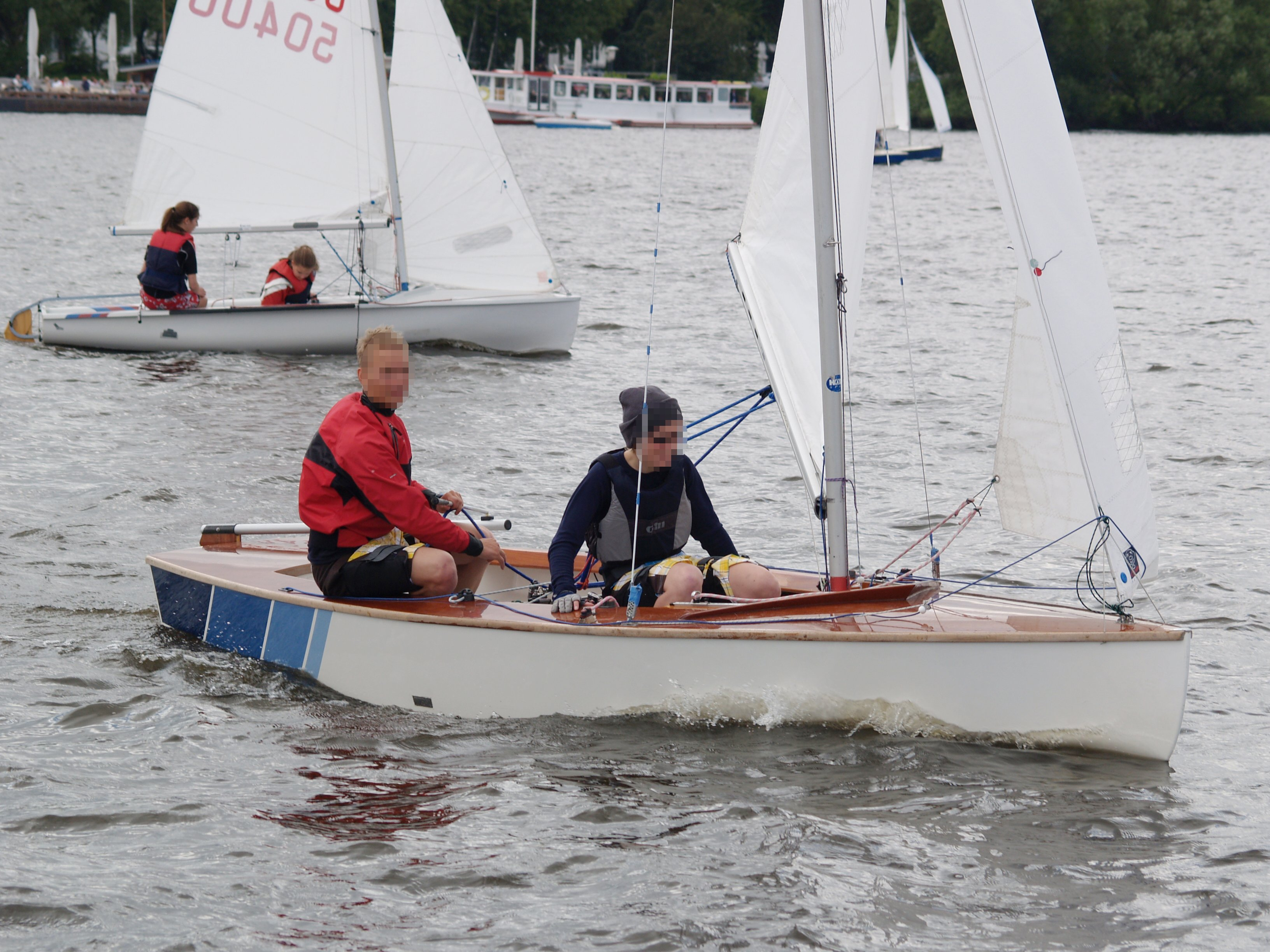
Pirat